# Lew Cody
Lew Cody (22 de febrero de 1884 - 21 de mayo de 1934) fue un actor estadounidense cuya carrera abarcó desde el cine mudo hasta los primeros años del sonoro. 
Su verdadero nombre era Louis Joseph Côté, y nació en Berlin, Nuevo Hampshire. 
Cody rodó al menos 99 filmes entre 1914 y 1934. Estuvo casado en dos ocasiones. 
Su primer matrimonio con la actriz Dorothy Dalton acabó en divorcio. Cody se casó con la también actriz Mabel Normand en 1926, falleciendo ella a causa de una tuberculosis cuatro años después. Pasados otros cuatro años, Cody falleció a causa de una enfermedad cardiaca en Beverly Hills, California. 
Está enterrado en el Cementerio St. Peters de Lewiston, Maine.

## Filmografía seleccionada
- Sporting blood (1931)
- Stout hearts and willing hands (1931)
- Three grils lost (1931)
- A slave of fashion (1925)
- Souls for sale (1923)
- Don't change your husband (1919)
- Mickey (1918)